# Léa Freire
Léa Silvia de Carvalho Freire (São Paulo, 26 de fevereiro de 1957) é uma flautista, arranjadora e compositora brasileira.
Aos 16 anos, ingressa no Centro Livre de Aprendizagem Musical (Clam), fundado pelos integrantes do grupo Zimbo Trio. Estuda piano, violão e flauta. Conhece diversos músicos, como Nico Assumpção (1954-2001), Cláudio Celso (1955), Filó Machado (1951), Arismar do Espirito Santo, Caito Marcondes (1954) e Bocato (1960), com quem convive e a toca. 
Depois de ficar fora da música por onze anos, trabalhando como administradora financeira, Lea resolveu reunir as economias pessoais reforçadas por uma herança familiar e abriu um selo fonográfico em 1997 chamado Maritaca. O Maritaca seria bancado por ela sem nenhum compromisso com retornos financeiros nem envolvimento artístico externo. “Algumas pessoas compram lanchas, outras compram carros. Eu decidi apostar em música”, diz Lea.
Grava seu primeiro disco autoral, Ninhal (1997), em parceria com a cantora e violonista Joyce (1948). Juntas compõem “Samba de Mulher”, “Vatapá” e “Oásis”. O disco também conta com participação da Banda Mantiqueira, liderada pelo músico Nailor Proveta. Em 1998, integra o grupo do saxofonista e flautista Teco Cardoso (1960) e viaja em turnê pelos Estados Unidos, apresentando-se no Blue Note, Nova York. Dessa turnê, surge o disco Quinteto (1999). 
Sua parceria mais profícua é com Joyce, Jean Garfunkel e Cláudia Ferrete. Em 1999, lançou pelo Núcleo Contemporâneo, o CD Quinteto.
Eara 2005 lancou dois CDs, Antologia da Canção Brasileira - vol. 1 e Antologia da Canção Brasileira - vol. 2, em parceria com o trombonista Bocato, pelos quais recebeu cinco indicações pela imprensa como melhor CD do ano e também como melhor show.